# Miles M.1 Satyr
Miles M.1 Satyr – brytyjski samolot sportowy z okresu międzywojennego.

## Historia
W 1931 roku konstruktor lotniczy Frederick G. Miles w porozumieniu z wytwórnią lotniczą George Parnall and Company z Yate opracował samolot sportowy, który według założeń miał być dwukrotnie mniejszy od ówczesnych samolotów myśliwskich i miał mieć możliwości wykonywania akrobacji lotniczej. W myśl tych założeń powstał niewielki dwupłatowy samolot sportowy, który został zbudowany w wytwórni Parnall w Yate latem 1932 roku.
Oblot gotowego samolotu, który otrzymał nazwę Satyr, odbył się w sierpniu 1932 roku na lotnisku. Loty testowe wykonywał konstruktor samolotu. Samolot odbywał także szereg lotów pokazowych i po otrzymaniu w 1933 roku dokumentów dopuszczających go do lotów cywilnych został sprzedany pani Victorii Bruce – właścicielce firmy Luxory Air Tours. 
Kolejnych samolotów tego typu nie produkowano, choć doświadczenia zdobyte w czasie jego budowy posłużyły konstruktorowi do budowy kolejnych samolotów.

## Użycie w lotnictwie
Samolot M.1 Satyr w okresie od sierpnia 1932 do stycznia 1933 roku był użytkowany przez konstruktora F.G. Milesa do lotów testowych i pokazowych.
1 lutego 1933 roku został sprzedany pani Viktorii Bruce, która odbywała na nim loty mające charakter charytatywny i promujące pomoc dla szpitali. Samolotem tym latał również pilot John Pugha, który wykonywał na nim akrobacje lotnicze. We wrześniu 1936 roku pilotowany przez V. Bruce Satyr w czasie lądowania w przygodnym terenie wpadł na druty telefoniczne i uległ zniszczeniu.

## Opis techniczny
Samolot M.1 Satyr był dwupłatem o konstrukcji drewnianej, kryty płótnem. Kabina jednomiejscowa odkryta. Podwozie klasyczne, stałe. 
Napęd stanowił silnik gwiazdowy, 7-cylindrowy, chłodzony powietrzem Pobjoy R o mocy 76 KM. 